# Acanthoscurria
Acanthoscurria is een geslacht van spinnen uit de familie vogelspinnen (Theraphosidae).

## Soorten
De volgende soorten zijn bij het geslacht ingedeeld:
- Acanthoscurria armasi Sherwood, Gabriel, Peñaherrera-R. & Alayón, 2025
- Acanthoscurria belterrensis Paula, Gabriel, Indicatti, Brescovit & Lucas, 2014
- Acanthoscurria chacoana Brèthes, 1909
- Acanthoscurria cordubensis Thorell, 1894
- Acanthoscurria geniculata (C. L. Koch, 1841)
- Acanthoscurria gomesiana Mello-Leitão, 1923
- Acanthoscurria insubtilis Simon, 1892
- Acanthoscurria juruenicola Mello-Leitão, 1923
- Acanthoscurria maga Simon, 1892
- Acanthoscurria melloleitaoi Bertani, 2023
- Acanthoscurria musculosa Simon, 1892
- Acanthoscurria natalensis Chamberlin, 1917
- Acanthoscurria paulensis Mello-Leitão, 1923
- Acanthoscurria rhodothele Mello-Leitão, 1923
- Acanthoscurria simoensi Vol, 2000
- Acanthoscurria tarda Pocock, 1903
- Acanthoscurria theraphosoides (Doleschall, 1871)
- Acanthoscurria turumban Rodríguez-Manzanilla & Bertani, 2010
- Acanthoscurria urens Vellard, 1924